# Walter von Brockdorff-Ahlefeldt
Walter von Brockdorff-Ahlefeldt (13 de julio de 1887 - 9 de mayo de 1943) fue un General de Infantería alemán durante la II Guerra Mundial. Fue condecorado con la Cruz de Caballero de la Cruz de Hierro con Hojas de Roble. Brockdorff-Ahlefeldt se puso enfermo en noviembre de 1942 y retornó a Alemania. Murió en un hospital en Berlín.
Brockdorff-Ahlefeldt era descendiente de la nobleza de Dinamarca-Holstein.

## Condecoración
- Broche de la Cruz de Hierro (1939) 2ª Clase (19 de septiembre de 1939) & 1ª Clase (20 de octubre de 1939)[2]
- Cruz de Caballero de la Cruz de Hierro con hojas de roble
  - Cruz de Caballero el 15 de julio de 1941 como General der Infanterie y comandante general del II. Armeekorps[3]
  - 103.ª Hojas de Roble el 27 de junio de 1942 como General der Infanterie y comandante general del II. Armeekorps[4]